# Субантарктичка фока крзнашица
Субантарктичка фока крзнашица (Arctocephalus tropicalis) је врста перајара из породице ушатих фока (Otariidae).

## Распрострањење
Ареал субантарктичке фоке крзнашице обухвата већи број држава. Стално станиште врсте су острва и море у подручју Антарктика. Врста је повремено присутна у Аустралији, Новом Зеланду, Мадагаскару, Маурицијусу, Аргентини, Јужноафричкој Републици, Бразилу, Анголи, Чилеу, Намибији.

## Станиште
Станишта врсте су морски екосистеми и антарктичка подручја.

## Угроженост
Ова врста је наведена као последња брига, јер има широко распрострањење и честа је врста.